# Bolechovszky Júda
Bolechovszky Júda (1723–1805) II. Rákóczi Ferenc tolmácsa
Eredeti szakmája borkereskedés volt, Lengyelországból származott. Gyakran járt Magyarországon kereskedelmi ügyeinek lebonyolítása végett, tökéletesen elsajátította a magyar nyelvet. Törökországban II. Rákóczi Ferenc környezetébe került. Mikor Rákóczi Siesziavszky lengyel fővezérrel tárgyalásokat folytatott, Bolechovszky tolmácsolta a két államférfi beszédeit.